# Jorane

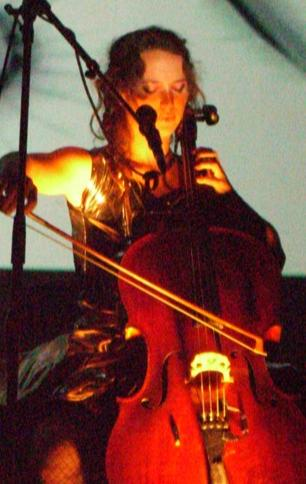
Jorane

Jorane właśc. Joanne Pelletier (ur. 12 października 1975 w Charlesbourgu) – kanadyjska francuskojęzyczna piosenkarka i wiolonczelistka, autorka tekstów.
Debiutowała albumem Vent Fou w 1999. Współpracowała m.in. z Sarah McLachlan.

## Dyskografia
- Vent Fou (1999)
- 16MM (2001)
- Live au Spectrum (2002)
- Evapore (2003)
- The You and the Now (2004)
- Canvas or Canvass (internet project) (2007)
- Vers à soi (2007)